# Most zimą (obraz Ferdynanda Ruszczyca)
Most zimą – obraz olejny polskiego malarza Ferdynanda Ruszczyca z 1901 roku, znajdujący się w Galerii sztuki polskiej 1800–1945 Muzeum Śląskiego w Katowicach.
Obraz powstał w Bohdanowie na Wileńszczyźnie w 1901 roku. Ruszczyc przedstawił niewielki pejzaż, na który składa się fragment przepływającej pod mostem rzeki w zimowej porze. Dominują barwy biała, beżowa i ciemna zieleń. Pejzaż został przedstawiony w duchu realizmu. Dzieło o wymiarach 41,5 × 44,3 cm jest sygnowane u dołu: F. Ruszczyc/01. Stanowiło część krakowskiej kolekcji prof. Jerzego Mycielskiego. Muzeum Śląskie zakupiło je w 1928 od Adama Mascheniego w Krakowie. Muzealny numer inwentarzowy: MŚK/SzM/467.